# Jan Nolten
Jan Nolten (Sittard, 20 gennaio 1930 – Sittard, 13 luglio 2014) è stato un ciclista su strada olandese.
Professionista tra il 1952 ed il 1959, conta la vittoria di due tappe al Tour de France e una al Giro d'Italia.

## Carriera
Corse per la Locomotief, la Mercier, l'Alpa, la Girardengo, la Condor e l'Eroba, distinguendosi come scalatore. Le principali vittorie da professionista furono due tappe al Tour de France, una nel 1952 e una nel 1953, e una tappa al Giro d'Italia 1956. Il suo duello con Fausto Coppi nella tappa del Puy de Dôme al Tour del 1952 è ricordato in un monumento ivi posto.

## Palmarès
- 1949

Liegi-Marche-Liegi
- 1952

9ª tappa Route de France U23 (Oloron-Sainte-Marie > Bagnères-de-Luchon)
12ª tappa Tour de France (Sestriere > Monaco)
- 1953

8ª tappa Tour de France (Nantes > Bordeaux)
- 1956

7ª tappa Giro d'Italia (San Marino > San Marino, cronometro)

## Piazzamenti

### Grandi giri
- Giro d'Italia

1956: ritirato
1957: 34º
- Tour de France

1952: 15º
1953: 19º
1954: 14º
1955: 21º
1956: 28º

### Classiche
- Milano-Sanremo

1953: 111º

### Competizioni mondiali
- Campionati del mondo

Lussemburgo 1952 - In linea: 37º
Lugano 1953 - In linea: ritirato
Solingen 1954 - In linea: ritirato
Frascati 1955 - In linea: ritirato